# Reflexionsprisma
Ein Reflexionsprisma ist ein optisches Prisma, das in seiner Wirkung einem oder der Kombination mehrerer ebener Spiegel entspricht. Das durch Reflexion umzulenkende Licht tritt vorwiegend senkrecht durch je eine Prismenfläche ein und aus. Dadurch wird dessen wellenlängenabhängige Brechung, die der Hauptzweck eines Dispersionsprismas ist, weitestgehend vermieden und Reflexionsverluste minimiert. Die Reflexion erfolgt in der Regel von einer oder mehreren Begrenzungsflächen in das Innere des Prismas zurück. Dort trifft das Licht meistens schräg genug auf, so dass Totalreflexion stattfindet. In anderen Fällen werden die reflektierenden Begrenzungsflächen verspiegelt, das heißt, mit Metall beschichtet.
Ein Reflexionsprisma wird in optischen Systemen zur Richtungsänderung von Lichtstrahlen als Umlenkprisma oder zur Änderung der Lage oder/und zur Achsenspiegelung eines übertragenen Bildes als  Umkehrprisma benutzt.
Die Unterteilung der Reflexionsprismen in Umlenkprismen und Umkehrprismen ist vorwiegend von den Anwendungen abhängig. Ein Prisma einer bestimmten Form kann beides sein, je nachdem, ob die mit ihm vorgenommene Umlenkung eines Strahlenbündels oder die oft gleichzeitige Änderung der Bildlage oder eine Achsenspiegelung des Bildes im Vordergrund steht.

## Umlenkprisma

Links: 90°-Umlenkprisma (einmalige Reflexion, Spiegelbild)
rechts: 180°-Umlenkprisma (zweimalige Reflexion, nicht gespiegeltes Bild)
Totalreflexion in beiden Prismen

Ein Umlenkprisma wird eingesetzt, um einen Lichtstrahl durch Reflexion in eine andere Richtung abzulenken. Damit erfüllt es eine ähnliche Funktion wie ein Ablenkprisma, das einen Strahl durch Brechung ablenkt. Das einfachste Umlenkprisma hat als Querschnitt ein gleichschenkliges, rechtwinkliges Dreieck (90°-Prisma, Halbwürfelprisma, siehe nebenstehendes Bild) und lenkt in der Regel 90° um. Das Licht tritt in diesem Fall senkrecht durch die beiden rechtwinklig aufeinander stehenden Flächen ein und aus. Die große Fläche dient als totalreflektierende Umlenkfläche.
Das Halbwürfelprisma wird auch zur 180°-Umlenkung benutzt. Ein- und Austritt erfolgen durch die Hypotenusenfläche, und an beiden kurzen Flächen wird je einmal reflektiert. Der Strahlverlauf wird „umgekehrt“, weshalb hier gelegentlich mit Verwechslungsgefahr von einem Umkehrprisma gesprochen wird.
Umlenkprismen werden in optischen Instrumenten gezielt zur Lichtführung an Stelle von Spiegeln eingesetzt, beispielsweise für die verlustarme Umlenkung eines Laserstrahls in FTIR-Spektrometern. Durch die bei ihnen wirksame Totalreflexion sind sie verlustärmer als auf der Luftseite reflektierende Spiegel.

## Umkehrprisma

Halbwürfelprisma als 180° umlenkendes, vollständig umkehrendes Prisma. Kombination aus zwei Halbwürfelprismen ist ein Porroprisma: zweiteilig geradsichtig

Abbe-König-Prisma mit Dachkante als vollständig umkehrendes Prisma: einteilig geradsichtig

Der Begriff des Umkehrprisma ist in der Literatur nicht allgemeingültig definiert und wird daher unterschiedlich gebraucht. Grundsätzlich können aber einem Umkehrprisma zwei unterschiedliche Funktionen  zugeordnet werden:
1. „Bildumkehr“ durch eine Achsenspiegelung,
2. „Bildumkehr“ in Form einer Bilddrehung um 180° um die Bildsenkrechte.

Prismen, die lediglich eine Achsenspiegelung bewirken, tauschen zwei gegenüberliegende Seiten eines Bildes gegeneinander aus. Die Bildumkehr erfolgt in nur einer Richtung, das heißt nach Höhe oder Seite. Prismen mit einer solchen Funktion werden gelegentlich auch als „Wendeprisma“ bezeichnet. Beispiele sind das Dove-Prisma (auch als dovesches Umkehrprisma bezeichnet) und seine Verallgemeinerungen mit anderen Prismenwinkeln.
Die zweite Form von Umkehrprismen bewirkt eine Bilddrehung um 180°, dies wird auch als „vollständig“ bildumkehrend bezeichnet. Ein typischer Anwendungsbereich ist das Aufrichten eines auf dem Kopf stehenden Bildes in Fernrohren; in diesem Zusammenhang findet man mitunter auch den umgangssprachlichen Begriff des „Aufrichtprismas“, der aber selten genutzt wird. Bekanntestes Umkehrprisma zu diesem Zweck ist das in Feldstechern verwendete Porroprisma. Die Forderung, dass dabei mindestens zwei Reflexionen in unterschiedlichen Hauptschnitten stattfinden müssen, wird durch Zufügen eines zweiten, gegen das erste nach der Seite gedrehten Halbwürfelprismas erreicht. Der Strahlenverlauf wird dabei parallel versetzt. Vermeiden lässt sich der parallele Versatz mit einem Prisma, bei dem eine Fläche zu zwei Dachtkantflächen gefaltet ist. Ein Beispiel dafür ist das Abbe-König-Prisma.

## Vor- und Nachteile von Reflexionsprismen gegenüber Spiegeln
Die Funktion von Reflexionsprismen können grundsätzlich auch durch gewöhnliche Spiegel übernommen werden. Der Vorteil von Prismen liegt jedoch in der unveränderlichen Winkelzuordnung der Flächen im Betrieb und eines geringeren Platzbedarfs. Gegenüber verspiegelten Prismen weisen totalreflektierende Reflexionsprismen verringerte Reflexionsverluste auf und führen nicht zu Polarisationseffekten.
Nachteilig an Reflexionsprismen ist, dass sie, wie andere optische Elemente auch, Abbildungsfehler in das optische System einbringen. Von den bei der Bilderzeugung beteiligten Lichtstrahlen trifft nämlich nur der zentrale die Ein- und die Austrittsfläche senkrecht. Die anderen unterliegen der wellenlängenabhängigen Brechung und führen zu Farbfehlern. Astigmatismus, eine axiale Strahlversetzung oder Fokusänderung können auch auftreten und müssen beim Entwurf des optischen Systems berücksichtigt und ggf. korrigiert werden. Nachteilig sind auch das höhere Gewicht der Prismen und die relativ langen Wege im Glas, das verunreinigt sein und die Lichtausbreitung stören kann.